# Idioma protodravídico meridional
El protodrávidico meridional es la reconstrucción lingüística del ancestro común de las lenguas drávidas meridionales. Sus descendientes incluyen tamil, canarés, malayalam, tulu, badaga, kodava, irula, kota y toda.
Se ha estimado que el protodrávidico meridional existió hasta principios del siglo VII a. C. Sin embargo, el conocimiento de la historia temprana de las lenguas dravídas sigue siendo limitado.